# Souk Tolba
Souk Tolba (franska: Souk Tolba (CR), Souk Tolba (Commune Rurale), arabiska: زعرورة) är en kommun i Marocko.   Den ligger i provinsen Larache och regionen Tanger-Tétouan-Al Hoceïma, i den norra delen av landet, 150 km nordost om huvudstaden Rabat. Antalet invånare är 13 142.